# Jacques Sondron
Jacques Sondron dit simplement Sondron, né le 30 septembre 1963 à Huy (province de Liège), est un dessinateur de presse et caricaturiste belge vivant à Wanze. 

## Biographie
Jacques Sondron naît le 30 septembre 1963 à Huy.
À Liège, en 1987, il obtient à l'École supérieure des arts Saint-Luc de Liège un graduat en arts plastiques. Dès lors il va travailler dans la publicité et la bande dessinée avant de bifurquer dans le dessin de presse et d'actualités. Depuis 1997, ses dessins sont publiés chaque jour dans L'Avenir, un quotidien belge francophone. Il a également été publié pendant deux ans au Soir Illustré, avant de sévir jusqu'en 2009 dans le journal hebdomadaire Le Journal du mardi. Il collabore aussi régulièrement avec le Courrier international, Semper, Magazine médical, Passe-Partout, WAW Wallonie Magazine, les journaux satiriques Zélium, Satire Hebdo, Même pas peur et Le Poiscaille et également en collaboration avec l'Université de Namur, la STIB, l'Association des journalistes professionnels, entre autres. En plus d’ouvrages illustrés et de nombreux recueils collectifs, les éditions Luc Pire éditent un recueil annuel de ses meilleurs dessins depuis 2011.
En outre, il réalise l'affiche du festival de caricatures de Virton en 2024.

## Publications
- 1999 : Qu'en dites-vous monsieur Sondron ?, Tazman Éditeur.
- 2005 : De l'homme d'Engis à la Dame de Huy, Éditions Luc Pire.
- 2006 : Retour vers L'Avenir, Luc Pire.
- 2008 : Sondron fait un carton, Textes : Thierry Delgaudinne, Éditeur Racines ASBL.
- 2011 : Le Manège désenchanté, Luc Pire.
- 2012 : L'Almanach 2012 du dessin de presse et de la caricature (collectif), Éditions Pat à Pan  (ISBN 9782919382057).
- 2012 : Crise, Luc Pire  (ISBN 978-2-87542-049-7).
- 2013 : L’Annuel 2013 du dessin de presse et de la caricature (collectif), Pat à Pan.
- 2013 : Hakuna Matata, Luc Pire  (ISBN 978-2-87542-075-6).
- 2014 : L’Annuel 2014 du dessin de presse et de la caricature (collectif), Pat à Pan  (ISBN 9782919382255).
- 2014 : Ils reviennent !, Luc Pire  (ISBN 978-2875420985).
- 2015 : Le Rire contre-attaque, Luc Pire  (ISBN 9782875421210).
- 2020 : Confinés, La Renaissance du livre  (ISBN 9782507056827)
- 2021 : Tous piqués !, La Renaissance du livre  (ISBN 9782507057183)
- 2022 : Haute tension, Kennes Éditions  (ISBN 9782380758696)

### Collectifs
- (nl + fr) Press Cartoon Belgium 2006 : de beste cartoons uit de Belgische pers van het jaar 2005 = Press Cartoon Belgium 2006 : les meilleurs dessins de presse parus en 2005 dans la presse belge, Leuven, Van Halewyck, 2006, 143 p., ill. ; 22 cm (ISBN 90-5617-694-3)
- Folklore wallon en bulles[3], Dricot, Bressoux, février 2010
Scénario : collectif - Dessin : collectif dont Jacques Sondron -  (ISBN 978-2-87095-389-1)

## Prix et distinctions
- 2003 :  Second prix du Press Cartoon Belgium[4]  ;
- 2005 :  Second prix du Press Cartoon Belgium[4] ;
- 2013 :  Deuxième prix au Festival de la Caricature du Dessin de Presse et d'Humour de Virton ;
- 2014 : 
  -  Deuxième prix au Festival de la Caricature du Dessin de Presse et d'Humour de Virton ;
  -  prix du Public au Festival Trait d'Humour de Saint-Jean-Cap-Ferrat ;
- 2015 :
  -  prix du Public Web au festival Traits pour Bulles de Bastogne ;
  -  prix Ménard, premier Prix du Festival Yaka des Libertés 2015 de Montblanc ;
  -  prix de la Ville d’Andenne à la 22e Fête de la BD et du livre pour enfants d'Andenne.

### Podcasts
- Émission numéro 21 Sondron (dessinateur de presse) émission Eclectrique présentée par Romain Pierre Giergen, sur 48FM via Mixcloud, 2016, (1 h 29 min 58 s).

### Émissions de télévision
- Invité : Jacques Sondron, sur TV Lux, (5 min 53 s), 18 novembre 2011.
- RDV chez Nous !, sur TV Lux, (27 min 56 s), 20 mai 2015.
- Sondron : un 12e album sous "Haute Tension", sur Qu4tre Liège Média, (2 min 7 s), 22 novembre 2022.
- Le Bon Filon reçoit Jacques Sondron à l'occasion des Premières rencontres de la caricature, sur LN24, (8 min 4 s), 9 février 2024.